# Doctor Who: The Adventure Games
Doctor Who: The Adventure Games è una serie di episodi interattivi di avventura grafica per Windows e Macintosh tratti dalla serie televisiva Doctor Who, pubblicati on-line gratuitamente nel 2010-2011 dalla BBC nel Regno Unito e scaricabili dal sito ufficiale. 
L'avventura è tridimensionale in terza persona e l'Undicesimo Dottore e Amy Pond sono entrambi personaggi giocabili. Ogni episodio offre circa due ore di gioco.

## Episodi
| n. | Titolo                       | Data distribuzione |
| -- | ---------------------------- | ------------------ |
| 1  | City of the Daleks           | 5 giugno 2010      |
| 2  | Blood of the Cybermen        | 26 giugno 2010     |
| 3  | TARDIS                       | 27 agosto 2010     |
| 4  | Shadows of the Vashta Nerada | 22 dicembre 2010   |
| 5  | The Gunpowder Plot           | 31 ottobre 2011    |

L'ultimo episodio è uscito solo per Windows.
Nel 2014 l'intera serie in raccolta è stata pubblicata commercialmente come Doctor Who: The Adventure Games dalla Legacy Games.

## Sviluppo
Nel 2010 la BBC ha completato la quinta stagione di Doctor Who con la serie di videogiochi. Prodotti da Moffat, Wenger e Willis con Anwen Aspden e Charles Cecil, i videogiochi sono sviluppati da Sumo Digital. Tra gli sceneggiatori dell'episodio TARDIS sono accreditati Phil Ford e James Moran. I personaggi di Matt Smith e Karen Gillan sono doppiati da loro stessi. Il 31 ottobre 2011 è uscito il primo episodio della seconda serie, The Gunpowder Plot. Nel febbraio del 2012 la BBC ha annunciato di aver abbandonato il progetto in favore di Doctor Who: The Eternity Clock.

## Accoglienza
All'inizio del 2012 la serie aveva accumulato oltre 2,6 milioni di download.